# Henry Herbert, 3. Earl of Carnarvon

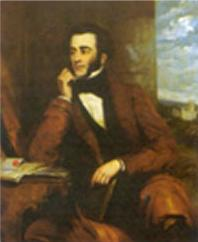
Henry Herbert, 3. Earl of Carnarvon

Henry John George Herbert, 3. Earl of Carnarvon (* 8. Juni 1800 in London; † 10. Dezember 1849 in Pusey, Oxfordshire) war ein britischer Politiker, Autor und Reisender.

## Leben
Herbert war der ältere Sohn von Henry George Herbert, 2. Earl of Carnarvon, aus dessen Ehe mit Elizabeth Kitty Acland. Als Heir apparent seines Vaters führte er von 1811 bis 1833 den Höflichkeitstitel Lord Porchester. Nach dem Besuch des Eton College studierte er am Christ Church College der Universität Oxford. 1831 wurde er als Tory-Abgeordneter für den Wahlkreis Wootton Bassett in Wiltshire ins House of Commons gewählt. Er hatte dieses Mandat inne, bis dieser Wahlkreis als Rotten borough mit der Gesetzgebung des Reform Act 1832 abgeschafft wurde. Beim Tod seines Vaters erbte Herbert 1833 dessen Adelstitel als 3. Earl of Carnarvon und 3. Baron Porchester und wurde dadurch Mitglied des House of Lords. 1841 wurde er als Fellow in die Royal Society aufgenommen.
1842 begannen am Renaissanceschloss Highclere Castle in Hampshire die von Sir Charles Barry geplanten Umbauarbeiten zu einem viktorianischen Anwesen. Diese wurden nach Herberts Tod durch seinen Sohn 1850 abgeschlossen.

## Ehe und Nachkommen
Herbert war seit 1830 mit Henrietta Anna Howard (1804–1876), der ältesten Tochter von Lord Henry Howard-Molyneux-Howard und Nichte des Bernard Howard, 12. Duke of Norfolk, verheiratet. Das Paar hatte fünf Kinder:
- Henry Howard Molyneux Herbert, 4. Earl of Carnarvon (1831–1890), ⚭ (1) 1861 Lady Evelyn Stanhope (1834–1875), Tochter des George Stanhope, 6. Earl of Chesterfield, ⚭ (2) 1878 Elizabeth Catharine Howard (1858–1929);
- Hon. Alan Percy Harty Molyneux Herbert (1836–1907), Arzt;
- Hon. Auberon Edward William Molyneux Herbert (1838–1906), Unterhausabgeordneter, ⚭ 1871 Lady Florence Amabel Cowper († 1866), Tochter des George Cowper, 6. Earl Cowper;
- Lady Eveline Alicia Juliana Herbert (1834–1906), ⚭ 1855 Isaac Wallop, 5. Earl of Portsmouth;
- Lady Gwendolen Ondine Herbert († 1915).

## Cricket
Im Jahre 1822 wurde Herbert durch seine Leistungen im First-Class Cricket bekannt.

## Trivia
Die bis 2011 in über 100 Länder verkaufte Fernsehserie Downton Abbey, dessen Drehbuch Julian Fellowes schrieb, wurde in wesentlichen Teilen im Park und im Schloss von Highclere Castle gedreht.